# 馮涇
馮涇，字伯清，浙江慈谿縣（今慈溪市）人，明朝政治人物，進士出身。

## 生平
正德九年（1514年）甲戌科進士，官至禮部員外郎。明武宗南巡之爭中，因上疏勸阻而被施杖刑，傷重身亡。身後家貧不能喪。明世宗即位后，吏部彙報此事，賜米二十斛，命厚恤其家。